# ولوو آر ام۱۲ (موتور جت)
ولوو آر ام۱۲ یک موتور جت توربوفن مجهز به پس سوز با نسبت کنار گذر پایین است که برای جنگنده ساب ۳۹ گریپن ساخته شده‌است. این موتور در حقیقت نسخه‌ای از موتور توربوفن جنرال الکتریک اف۴۰۴ است که توسط ولوو آئرو تولید شده‌است. 

## مشخصات (ولوو آر ام۱۲)

#### خصوصیات کلی
- نوع: توربوفن مجهز به پس سوز
- طول: 4.04 m (159 in)
- قطر: ۰٫۸۸۹ m (۳۵ in)
- وزن خشک:

#### اجزا
- کمپرسور: کمپرسور محوری with 3 fan and 7 compressor stages

- Combustors: حلقوی
- توربین: 1 low-pressure and 1 high-pressure stage

#### عملکرد
- Maximum رانش: **۵۴ کیلونیوتن (۱۲٬۱۰۰ پوند-نیرو) military thrust
  - ۸۰٫۵ کیلونیوتن (۱۸٬۱۰۰ پوند-نیرو) with afterburner
- نسبت فشار کلی: 27.5:1
- نسبت کنار گذر: ۰٫۳۱:۱
- جریان جرمی هوا: 68 kg/s

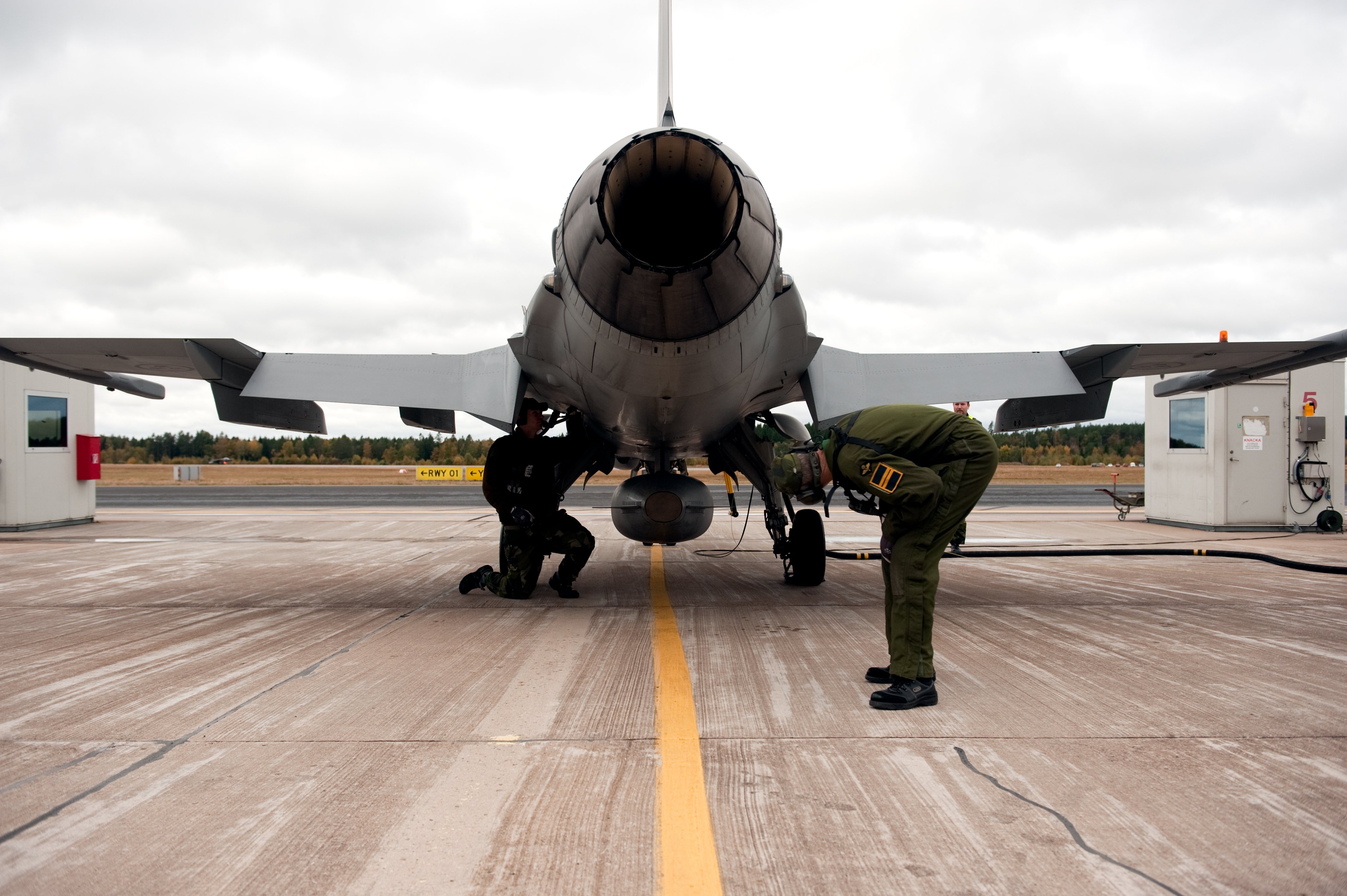
یک تکنسین موتور جنگنده ساب را در محل بازرسی می‌کند

- مصرف سوخت یژه برخاست: **Military thrust: ۲۳٫۹ mg/(N s) (0.844 lb/(lbf hr))
  - Full afterburner: ۵۰٫۶ mg/(N s) (1.79 lb/(lbf hr))
- نسبت نیرو به وزن: 7.8